# Psarocolius
Psarocolius is een geslacht van zangvogels uit de familie troepialen (Icteridae).

## Soorten
Het geslacht kent de volgende soorten:
- Psarocolius angustifrons – Roestrugoropendola
- Psarocolius atrovirens – Groensnaveloropendola
- Psarocolius bifasciatus – Pará-oropendola
- Psarocolius cassini – Bruinrugoropendola
- Psarocolius decumanus – Kuiforopendola
- Psarocolius guatimozinus – Zwarte oropendola
- Psarocolius montezuma – Montezuma oropendola
- Psarocolius viridis – Groene oropendola
- Psarocolius wagleri – Waglers oropendola